# Sforza Appiano

Stemma Appiano

Sforza Appiano (... – dopo 1576) è stato un nobile italiano.

## Biografia
Era figlio di Ferrante Appiano, di Belisario e di Emilia Orsini.
Alla morte del padre, risultò erede dei castelli di Montione e di Valle che erani disabitati e pensò nel 1561 di ripopolarli. Jacopo VI Appiano, suo cigino e signore di Piombino, glielo permise, dietro corresponsione di un canone. Cosimo I de' Medici si oppose alla fortificazioni che si stavano costruendo, ma nel 1574 si venne ad un accordo tra il duca e gli Appiani, permettendo così agli abitanti il libero passaggio da Piombino al porto di Follonica. Sforza visse alla corte medicea di Firenze e nel 1570 accompagnò Cosimo a Roma per essere incoronato granduca.
Inimicatosi Jacopo VI sulla successione al Principato di Piombino in favore del figlio naturale Alessandro, non riuscì nell'impresa di essere eletto suo successore.

## Discendenza
Sforza sposò Camilla Gonzaga, figlia di Carlo Gonzaga (1523-1555) e di Emilia Cauzzi Gonzaga. Ebbero numerosi figli:
- Camillo, cavaliere gerosolimitano
- Lucreazia
- Valerio
- Annibale
- Belisario
- Ferrante
- Carlo (?-1621), pretenedente al Principato di Piombino
- Cesare
- Pirro
- Orazio
- Giulio
- Giulia

Ebbe anche un figlio naturale, Belisario.